# Fran Levstik

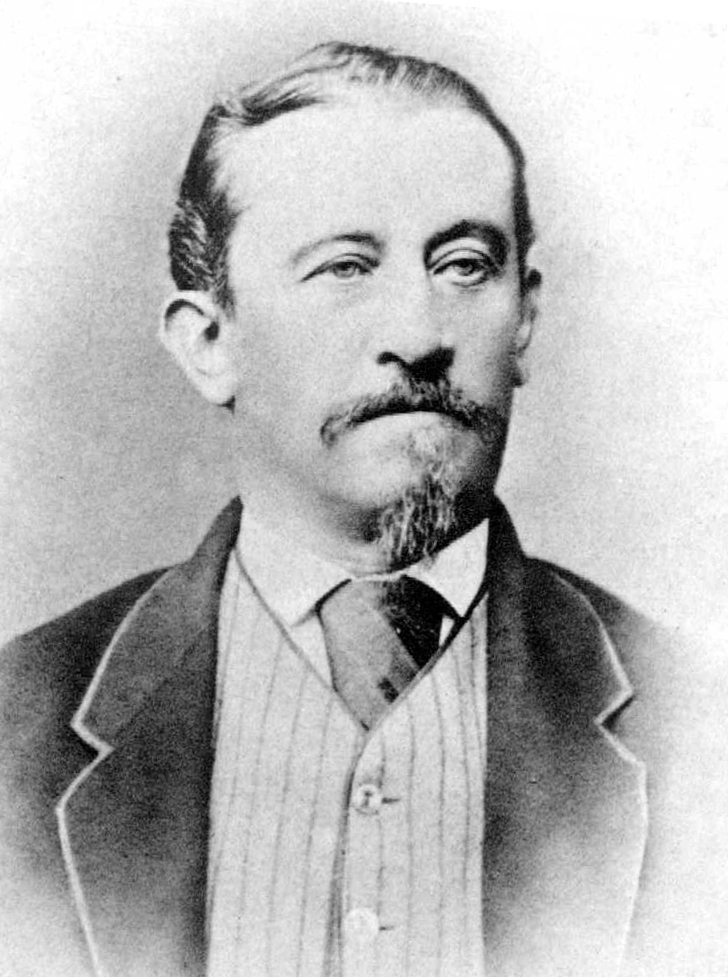
Fran Levstik

Fran Levstik (Dolnje Retje, 28 september 1831 – Ljubljana, 16 november 1887) was een Sloveens schrijver, toneelschrijver, criticus,  journalist en linguïst. 

## Biografie
Fran Levstik werd geboren in een gezin van boeren. Hij bezocht het gymnasium in Ljubljana. Ruzies met de schooloversten maakten het hem onmogelijk zijn eindexamen te doen. Daarop bezocht hij een theologisch seminarie van de Duitse Orde in Olomouc in Moravië. Ook dit moest hij al snel weer verlaten, want hij zou een verzameling immorele teksten en gedichten geschreven hebben.
Hij keerde daarop terug naar Slovenië, waar hij in 1858 begon te werken als privéleraar en in 1864 secretaris werd van de Sloveense gemeenschap in Ljubljana. In 1866 was hij redacteur van het Sloveens-Duits woordenboek van bisschop Wolf.
In 1872 werd hij aangeworven als schriftgeleerde in de lyceumbibliotheek van Ljubljana, waar hij werkte tot aan zijn dood in 1887. Hij stierf ten gevolge van een slepende ziekte op 65-jarige leeftijd. Zijn hele leven wijdde hij aan de taal, in een eenzaam en partnerloos bestaan. 
Later werden een plein en een straat in Ljubljana naar hem genoemd.

## Werk
Zijn meest bekende werken zijn het sprookje Martin Krpan z Vrha en het reisverhaal Popotovanje od Litije do Čateža.
Martin Krpan z Vrha (Martin van de heuvel) gaat over een ijzersterke kerel die zout uit Engeland smokkelt. Wanneer Wenen te maken krijgt met een boosaardige reus, ontbiedt de keizer Martin en die hakt met behulp van zijn sprinkhaan de reus Brdavs het hoofd af. Als beloning krijgt Martin een zak goud en de toestemming om zout te importeren.
Uit zijn jeugdwerk is ook Kdo je napravil Vidku Srajčico bekend. Het gaat over een jongen uit een arm kroostrijk gezin. Als jongste moet hij steeds de oude kledij van zijn broers dragen. Op een dag zijn de kleren zo versleten dat hij plots helemaal naakt is. De dierenwereld komt hem daarom te hulp. Schapen verschaffen de wol, spinnen weven en vogels naaien voor hem nieuwe kleren. Daarna loopt de jongen vrolijk naar huis en toont zijn familie trots zijn nieuwe kleren.

### Proza
- Martin Krpan z Vrha
- Kdo je napravil Vidku srajčico
- Popotovanje iz Litije do Čateža

### Poëzie
- Povodnja deklica
- Pesmi
- Pomladni sprehod
- V gozdu
- Vzdihljaji
- Prvi poljub
- Pomladna
- Slovo
- Sovražnikom
- Ubežni kralj
- Kako je to hudo
- Vihar
- Živipisec in Marija

- Bibliothèque nationale de France: cb120881009 (data)
- CiNii: DA20032746
- Gemeinsame Normdatei: 121808386
- International Standard Name Identifier: 0000 0001 0914 8034
- Library of Congress Control Number: n79111436
- Nationale Bibliotheek van Tsjechië: js20020812532
- Nationale bibliotheek van Australië: 35751977
- Nationale Bibliotheek van Israël: 987011525757305171
- Nationale Bibliotheek van Polen: a0000001753324
- Nationale en Universitaire bibliotheek Zagreb: 000009298
- Nederlandse Thesaurus van Auteursnamen: 070445400
- Réseau des bibliothèques de Suisse occidentale: 02-A013170686
- Système universitaire de documentation: 029205883
- Trove: 1071246
- Virtual International Authority File: 72258892
- WorldCat: E39PBJtCFQFPRMRPmjRytxRdwC